# Temnora sardanus
Temnora sardanus is een vlinder uit de familie van de pijlstaarten (Sphingidae). De wetenschappelijke naam van de soort werd in 1856 gepubliceerd door Francis Walker.

## Ondersoorten
- Temnora sardanus sardanus
- Temnora sardanus canui Darge, 1991 (São Tomé & Princípe)
- Temnora sardanus hirsutus Darge, 2004 (Tanzania)